# Alahatala
Alahatala – był to dla Indonezyjczyków Bóg-stwórca, wierzono w niego we wschodniej części Indonezji. Jak głoszą mity, przebywa cały czas na szczycie niewidzialnej góry kosmicznej.